# Ulica Marszałkowska w Zawierciu
Ulica Marszałkowska – ulica znajdująca się w Zawierciu w dzielnicy Stary Rynek. Ma długość 450 m.

## Historia
Ulica ukształtowała się przed I wojną światową; widniała już na prawdopodobnie pierwszym planie geometrycznym Zawiercia z zaznaczonymi ulicami z 1909 roku. Została wybudowana na wzór ulicy Długiej w Gdańsku. Pierwotnie nosiła nazwę Dworcowa, od pobliskiego dworca kolejowego. W 1880 roku przy ulicy wzniesiono synagogę, przy synagodze funkcjonował również dom kahalny. Od momentu powstania placu targowego w mieście w 1904 roku ulica Marszałkowska była jego przedłużeniem. W momencie nadania ulicy nazwy Marszałkowska krzyżowała się ona z ulicą Hożą, identycznie jak w Warszawie (jest to jedyny taki przypadek w Polsce).
Przed II wojną światową ulica Marszałkowska była w przeważającej części skupiskiem Żydów, którzy napłynęli do Zawiercia na początku XX wieku. 26 lipca 1921 Rada Miejska podjęła uchwałę w sprawie ułożenia trotuarów i płyt betonowych na ulicy Marszałkowskiej. Przed 1925 rokiem ulica Marszałkowska stała się dzielnicą handlową Zawiercia, czemu sprzyjała jej zabudowa i układ. Funkcjonowało przy niej kilkadziesiąt sklepów, w tym herbaciarnie, cukiernie i sklepy kolonialne; działała tu także szkoła i biblioteka. W 1932 roku ulica Marszałkowska stała się pierwszą ulicą w Zawierciu podłączoną do sieci wodociągowej.
Po wybuchu II wojny światowej zmieniono nazwę ulicy na Alte Markt-Straße. W latach 1941–1943 ulica Marszałkowska była wschodnią granicą zawierciańskiego getta. Handel na ulicy zaniknął, a żydowskie sklepy, podobnie jak synagoga, zostały zlikwidowane.
Po zakończeniu II wojny światowej miejsce sklepów żydowskich zajęły placówki państwowe, a ulica Marszałkowska była głównym miejscem koncentracji sklepów w Zawierciu. Pod koniec lat 40. przy ulicy przez krótki okres istniał pawilon handlowy zrzeszający jedenaście sklepów, jednak został on zburzony. W 1952 roku zmieniono nazwę ulicy na Teodora Duracza. Do 1970 roku była najbardziej uczęszczaną ulicą Zawiercia. W 1970 roku nad ulicą zamontowano wiadukt, co spowodowało zmniejszenie zainteresowania mieszkańców robieniem zakupów na tej ulicy. W 1990 roku powrócono do nazwy Marszałkowska. Od 1990 roku za sprawą prywatnych firm następowało ponownie ożywienie handlu, dokonywano także remontów budynków.
Na początku XXI wieku zaczął następować proces upadku ulicy Marszałkowskiej i zamykania sklepów, m.in. z powodu dużej liczby supermarketów w Zawierciu i wysokiego wskaźnika przestępstw w okolicy.
Ulicy Marszałkowskiej poświęciła rozdział książki „Ziemia jałowa” Magdalena Okraska. Autorka opisuje Marszałkowską jako ulicę wyniszczoną i nielubianą przez mieszkańców Zawiercia.

## Zabytki

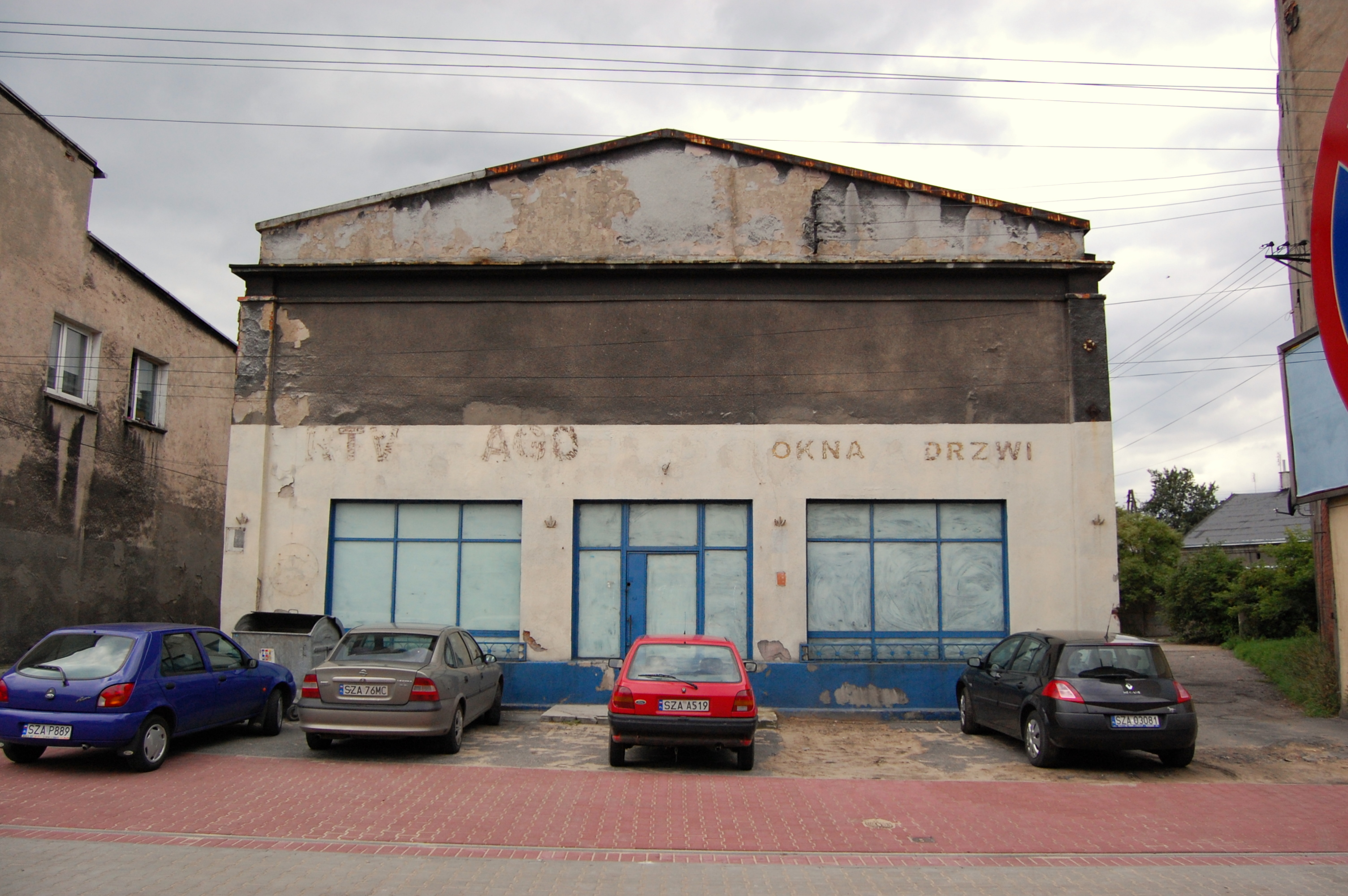
Budynek dawnej synagogi w 2008

Do gminnej ewidencji zabytków przy ulicy Marszałkowskiej wpisane są:
- budynek mieszkalno-usługowy (ul. Marszałkowska 29),
- budynek mieszkalno-usługowy (ul. Marszałkowska 31),
- synagoga (ul. Marszałkowska 41).